# Premi Oscar 1937
La 9ª edizione della cerimonia di premiazione dei Premi Oscar si è tenuta il 4 marzo 1937 al Biltmore Bowl del Biltmore Hotel di Los Angeles, condotta dal cantante ed attore George Jessel.

## Vincitori e candidati
Vengono di seguito indicati in grassetto i vincitori. Dove ricorrente e disponibile, viene indicato il titolo in lingua italiana e quello in lingua originale tra parentesi.

### Miglior film
- Il paradiso delle fanciulle (The Great Ziegfeld), regia di Robert Z. Leonard
- Avorio nero (Anthony Adverse), regia di Mervyn LeRoy
- Infedeltà (Dodsworth), regia di William Wyler
- La donna del giorno (Libeled Lady), regia di Jack Conway
- È arrivata la felicità (Mr. Deeds Goes to Town), regia di Frank Capra
- Giulietta e Romeo (Romeo and Juliet), regia di George Cukor
- San Francisco, regia di W. S. Van Dyke
- La vita del dottor Pasteur (The Story of Louis Pasteur), regia di William Dieterle
- Le due città (A Tale of Two Cities), regia di Jack Conway
- Tre ragazze in gamba (Three Smart Girls), regia di Henry Koster

### Miglior regia
- Frank Capra - È arrivata la felicità (Mr. Deeds Goes to Town)
- William Wyler - Infedeltà (Dodsworth)
- Robert Z. Leonard - Il paradiso delle fanciulle (The Great Ziegfeld)
- Gregory La Cava - L'impareggiabile Godfrey (My Man Godfrey)
- W. S. Van Dyke - San Francisco

### Miglior attore protagonista
- Paul Muni - La vita del dottor Pasteur (The Story of Louis Pasteur)
- Gary Cooper - È arrivata la felicità (Mr. Deeds Goes to Town)
- Walter Huston - Infedeltà (Dodsworth)
- William Powell - L'impareggiabile Godfrey (My Man Godfrey)
- Spencer Tracy - San Francisco

### Migliore attrice protagonista
- Luise Rainer - Il paradiso delle fanciulle (The Great Ziegfeld)
- Irene Dunne - L'adorabile nemica (Theodora Goes Wild)
- Gladys George - Valiant Is the Word for Carrie (Valiant Is the Word for Carrie)
- Carole Lombard - L'impareggiabile Godfrey (My Man Godfrey)
- Norma Shearer - Giulietta e Romeo (Romeo and Juliet)

### Miglior attore non protagonista
- Walter Brennan - Ambizione (Come and Get It)
- Misha Auer - L'impareggiabile Godfrey (My Man Godfrey)
- Stuart Erwin - Pigskin Parade
- Basil Rathbone - Giulietta e Romeo (Romeo and Juliet)
- Akim Tamiroff - L'oro della Cina (The General Died at Dawn)

### Migliore attrice non protagonista
- Gale Sondergaard - Avorio nero (Anthony Adverse)
- Beulah Bondi - Troppo amata (The Gorgeous Hussy)
- Alice Brady - L'impareggiabile Godfrey (My Man Godfrey)
- Bonita Granville - La calunnia (These Three)
- Marija Uspenskaja - Infedeltà (Dodsworth)

### Miglior sceneggiatura
- Pierre Collings e Sheridan Gibney - La vita del dottor Pasteur (The Story of Louis Pasteur)
- Sidney Howard - Infedeltà (Dodsworth)
- Robert Riskin - È arrivata la felicità (Mr. Deeds Goes to Town)
- Frances Goodrich e Albert Hackett - Dopo l'uomo ombra (After the Thin Man)
- Eric Hatch e Morris Ryskind - L'impareggiabile Godfrey (My Man Godfrey)

### Miglior soggetto originale
- Pierre Collings e Sheridan Gibney - La vita del dottor Pasteur (The Story of Louis Pasteur)
- Norman Krasna - Furia (Fury)
- William Anthony McGuire - Il paradiso delle fanciulle (The Great Ziegfeld)
- Adele Comandini - Tre ragazze in gamba (Three Smart Girls)
- Robert Hopkins - San Francisco

### Miglior fotografia
- Gaetano Gaudio - Avorio nero (Anthony Adverse)
- Victor Milner - Il generale morì all'alba (The General Died at Dawn)
- George Folsey - Troppo amata (The Gorgeous Hussy)

### Miglior scenografia
- Richard Day - Infedeltà (Dodsworth)
- Anton Grot - Avorio nero (Anthony Adverse)
- William S. Darling - I Lloyds di Londra (Lloyds of London)
- Cedric Gibbons, Eddie Imazu e Edwin B. Willis - Il paradiso delle fanciulle (The Great Ziegfeld)
- Perry Ferguson - Sotto i ponti di New York (Winterset)
- Cedric Gibbons, Fredric Hope e Edwin B. Willis - Giulietta e Romeo (Romeo and Juliet)
- Albert S. D'Agostino e Jack Otterson - Il magnifico bruto (The Magnificent Brute)

### Migliore aiuto regia
- Jack Sullivan - La carica dei seicento (The Charge of the Light Brigade)
- William Cannon - Avorio nero (Anthony Adverse)
- Eric Stacey - Anime nel deserto (The Garden of Allah)
- Clem Beauchamp - Il re dei pellirossa (The Last of the Mohicans)
- Joseph Newman - San Francisco

### Migliore coreografia
- Seymour Felix - A Pretty Girl Is Like a Melody da Il paradiso delle fanciulle (The Great Ziegfeld)
- Busby Berkeley - Love and War da Amore in otto lezioni (Gold Diggers of 1937)
- Bobby Connolly - 1000 Love Songs da Caino e Adele (Cain and Mabel)
- Dave Gould - Swingin' the Jinx da Nata per danzare (Born to Dance)
- Jack Haskell - Skating Ensemble da Turbine bianco (One in a Million)
- Russell Lewis - The Finale da Il pirata ballerino (Dancing Pirate)
- Hermes Pan - Bojangles of Harlem da Follie d'inverno (Swing Time)

### Miglior montaggio
- Ralph Dawson - Avorio nero (Anthony Adverse)
- Edward Curtiss - Ambizione (Come and Get It)
- William S. Gray - Il paradiso delle fanciulle (The Great Ziegfeld)
- Barbara McLean - I Lloyds di Londra (Lloyds of London)
- Conrad A. Nervig - Le due città (A Tale of Two Cities)
- Otto Meyer - L'adorabile nemica (Theodora Goes Wild)

### Miglior sonoro
- Douglas Shearer e Metro-Goldwyn-Mayer Studio Sound Department - San Francisco
- Thomas T. Moulton e United Artists Studio Sound Department - Infedeltà (Dodsworth)
- Homer G. Tasker e Universal Studio Sound Department - Tre ragazze in gamba (Three Smart Girls)
- Nathan Levinson e Warner Bros. Studio Sound Department - La carica dei seicento (The Charge of the Light Brigade)
- John P. Livadary e Columbia Studio Sound Department - È arrivata la felicità (Mr. Deeds Goes to Town)
- Elmer A. Raguse e Hal Roach Studio Sound Department - General Spanky
- Edmund H. Hansen e 20th Century-Fox Studio Sound Department - La canzone del fiume (Banjo on My Knee)
- Loren L. Ryder e Paramount Studio Sound Department - I cavalieri del Texas (The Texas Rangers)
- John Aalberg e RKO Radio Studio Sound Department - La ragazza di Parigi (That Girl from Paris)

### Miglior colonna sonora
- Erich Wolfgang Korngold - Avorio nero (Anthony Adverse)
- Max Steiner - La carica dei seicento (The Charge of the Light Brigade)
- Max Steiner - Anime nel deserto (The Garden of Allah)
- Werner Janssen - Il generale morì all'alba (The General Died at Dawn)
- Nathaniel Shilkret - Sotto i ponti di New York (Winterset)

### Miglior canzone
- The Way You Look Tonight, musica di Jerome Kern, testo di Dorothy Fields - Follie d'inverno (Swing Time)
- Did I Remember, musica di Walter Donaldson, testo di Harold Adamson - Il mio amore eri tu (Suzy)
- I've Got You Under My Skin, musica e testo di Cole Porter - Nata per danzare (Born to Dance)
- A Melody from the Sky, musica di Louis Alter, testo di Sidney Mitchell - Il sentiero del pino solitario (Trail of the Lonesome Pine)
- Pennies from Heaven, musica di Arthur Johnston, testo di Johnny Burke - Spiccioli dal cielo (Pennies from Heaven)
- When Did You Leave Heaven, musica di Richard A. Whiting, testo di Walter Bullock - Radiofollie (Sing, Baby, Sing)

### Miglior cortometraggio
- Bored of Education, regia di Gordon Douglas
- Moscow Moods, regia di Fred Waller
- Wanted, a Master, regia di Arthur J. Ornitz e Gunther von Fritsch

### Miglior cortometraggio a 2 bobine
- The Public Pays, regia di Errol Taggart
- Double or Nothing, regia di Joseph Henabery
- Dummy Ache, regia di Leslie Goodwins

### Miglior cortometraggio a colori
- Give Me Liberty, regia di B. Reeves Eason
- La Fiesta de Santa Barbara, regia di Louis Lewyn
- Popular Science J-6-2, regia di Walter Anthony

### Miglior cortometraggio d'animazione
- Il cugino di campagna (The Country Cousin), regia di David Hand e Wilfred Jackson
- Meriggio musicale (Old Mill Pond), regia di Hugh Harman
- Braccio di Ferro incontra Sinbad (Popeye the Sailor Meets Sindbad the Sailor), regia di Dave Fleischer

## Premi speciali

### Oscar onorario
- W. Howard Greene e ad Harold Rosson per la fotografia a colori di Anime nel deserto (The Garden of Allah).
- The March of Time per la sua importanza nel cinema e per aver rivoluzionato uno dei più importanti rami del settore, il Cinegiornale.